# Polypodium haitiense
Polypodium haitiense är en stensöteväxtart som beskrevs av Urban. Polypodium haitiense ingår i släktet Polypodium och familjen Polypodiaceae. Inga underarter finns listade.